# Science Gallery
La Science Gallery (littéralement Galerie des sciences) est un musée scientifique situé au Trinity College de Dublin en Irlande. Il a été fondé en 2008.

## Exposants
- Natsai Audrey Chieza, designeuse.